# Comissari Europeu d'Indústria i Esperit Empresarial
El comissari Europeu d'Indústria i Esperit Empresarial és un membre de la Comissió Europea responsable dels afers empresarials i industrials a la Unió Europea (UE).
L'actual comissari responsable d'aquesta cartera és l'italià Antonio Tajani.

## Orígens
Aquesta cartera es creà l'any 1967 en la formació de la Comissió Rey amb el nom de Comissari Europeu d'Afers Industrials, adoptant el 1995 en la Comissió Santer el nom de Comissari Europeu d'Empresa. En la formació de la Comissió Barroso II l'any 2010 adoptà el nom actual.

## Llista de Comissaris d'Indústria i Esperit Empresarial
| Comissió                                            | Inici                                 | Finalització                          | Nom                                   | País                                  | Partit                                |
| Comissari Europeu d'Afers Industrials               | Comissari Europeu d'Afers Industrials | Comissari Europeu d'Afers Industrials | Comissari Europeu d'Afers Industrials | Comissari Europeu d'Afers Industrials | Comissari Europeu d'Afers Industrials |
| Rey                                                 |                                       |                                       |                                       |                                       |                                       |
| --------------------------------------------------- | ------------------------------------- | ------------------------------------- | ------------------------------------- | ------------------------------------- | ------------------------------------- |
| Rey                                                 | 2 de juliol de 1967                   | 8 de maig de 1970                     | Guido Colonna di Paliano              | Itàlia                                | ind.                                  |
| Malfatti                                            |                                       |                                       |                                       |                                       |                                       |
| 1 de juliol de 1970                                 | 21 de març de 1972                    | Altiero Spinelli                      | Itàlia                                | PCI                                   |                                       |
| Mansholt                                            |                                       |                                       |                                       |                                       |                                       |
| 22 de març de 1972                                  | 5 de gener de 1973                    | Altiero Spinelli                      | Itàlia                                | PCI                                   |                                       |
| Ortoli                                              |                                       |                                       |                                       |                                       |                                       |
| 6 de gener de 1973                                  | 5 de gener de 1977                    | Altiero Spinelli                      | Itàlia                                | PCI                                   |                                       |
| Jenkins                                             |                                       |                                       |                                       |                                       |                                       |
| 6 de gener de 1977                                  | 5 de gener de 1981                    | Étienne Davignon                      | Bèlgica                               | ind.                                  |                                       |
| Thorn                                               |                                       |                                       |                                       |                                       |                                       |
| 6 de gener de 1981                                  | 5 de gener de 1985                    | Étienne Davignon                      | Bèlgica                               | ind.                                  |                                       |
| 6 de gener de 1981                                  | 5 de gener de 1985                    | Karl-Heinz Narjes                     | Alemanya                              | ind.                                  |                                       |
| Delors I                                            |                                       |                                       |                                       |                                       |                                       |
| 6 de gener de 1985                                  | 5 de gener de 1989                    | Karl-Heinz Narjes                     | Alemanya                              | CDU                                   |                                       |
| Delors II                                           |                                       |                                       |                                       |                                       |                                       |
| 6 de gener de 1989                                  | 5 de gener de 1993                    | Martin Bangemann                      | Alemanya                              | FDP                                   |                                       |
| 6 de gener de 1989                                  | 5 de gener de 1993                    | António Cardoso                       | Portugal                              | PSD                                   |                                       |
| Delors III                                          |                                       |                                       |                                       |                                       |                                       |
| 6 de gener de 1993                                  | 22 de gener de 1995                   | Martin Bangemann                      | Alemanya                              | FDP                                   |                                       |
| 6 de gener de 1993                                  | 22 de gener de 1995                   | Raniero Vanni d'Archirafi             | Itàlia                                | ind.                                  |                                       |
| Comissari Europeu d'Empresa                         |                                       |                                       |                                       |                                       |                                       |
| Santer                                              |                                       |                                       |                                       |                                       |                                       |
| 23 de gener de 1995                                 | 15 de març de 1999                    | Martin Bangemann                      | Alemanya                              | FDP                                   |                                       |
| Marín                                               |                                       |                                       |                                       |                                       |                                       |
| 16 de març de 1999                                  | 15 de setembre de 1999                | Martin Bangemann                      | Alemanya                              | FDP                                   |                                       |
| Prodi                                               |                                       |                                       |                                       |                                       |                                       |
| 16 de setembre de 1999                              | 12 de juliol de 2004                  | Erkki Liikanen                        | Finlàndia                             | SDP                                   |                                       |
| 1 de maig de 2004                                   | 21 de novembre de 2004                | Ján Figeľ                             | Eslovàquia                            | KDH                                   |                                       |
| 12 de juliol de 2004                                | 21 de novembre de 2004                | Olli Rehn                             | Finlàndia                             | Keskusta                              |                                       |
| Comissari Europeu d'Empresa i Indústria             |                                       |                                       |                                       |                                       |                                       |
| Barroso I                                           |                                       |                                       |                                       |                                       |                                       |
| 22 de novembre de 2004                              | 9 de febrer de 2010                   | Günter Verheugen                      | Alemanya                              | SPD                                   |                                       |
| Comissari Europeu d'Indústria i Esperit Empresarial |                                       |                                       |                                       |                                       |                                       |
| Barroso II                                          |                                       |                                       |                                       |                                       |                                       |
| 9 de febrer de 2010                                 | 1 de novembre de 2014                 | Antonio Tajani                        | Itàlia                                | PdL                                   |                                       |
| Juncker                                             |                                       |                                       |                                       |                                       |                                       |
| 1 de novembre de 2014                               | actualitat                            | Elżbieta Bieńkowska                   | Polònia                               | PO                                    |                                       |